# Graciano López Jaena
Graciano López Jaena (18 tháng 12 năm 1856 - 20 tháng 1 năm 1896) là một nhà báo người Philippines, là nhà hùng biện, nhà cách mạng, và là anh hùng dân tộc nổi tiếng với tờ báo của ông, La Solidaridad.
Các nhà sử học Philippines coi Graciano López Jaena, cùng với Marcelo H. del Pilar và José Rizal, là ba thành viên quan trọng nhất của Phong trào Tuyên truyền ở Philippines. Trong ba người này, López Jaena là người đầu tiên đến Tây Ban Nha và có thể đã phát động Phong trào Tuyên truyền để ủng hộ việc cải cách thuộc địa của Tây Ban Nha ở Philippines và cuối cùng dẫn tới cuộc Cách mạng Philippines bùng nổ ở Manila vào năm 1896. Phong trào Tuyên truyền là một bước tiến quan trọng trong phong trào giải phóng dân tộc ở Philippines.

## Tiểu sử
Graciano López Jaena sinh ra ở Jaro, Iloilo, Philippines vào ngày 18 tháng 12 năm 1856. Cha mẹ ông là Plácido López và María Jacobe Jaena. Ông đã được rửa tội ngày 20 tháng 12 năm 1856 tại Nhà thờ Jaro bởi linh mục Plácido de Isana, và cha đỡ đầu của ông là Rufino Justiniano. Cảm thấy rằng nghề linh mục là nghề cao quý nhất, mẹ ông đã gửi ông đến học tại Đại Chủng viện St. Vincent Ferrer ở Jaro. Trong khi ở đó, ông làm thư ký cho chú ông, Claudio López, người là phó giám đốc danh dự của Bồ Đào Nha ở Iloilo.
Mặc dù mẹ ông muốn ông trở thành linh mục, nhưng ước muốn thực sự của López Jaena là trở thành một bác sĩ. Sau khi thuyết phục cha mẹ mình, ông đã nhập học tại trường Đại học Santo Tomas, nhưng đã bị từ chối nhập học bởi vì bằng cử nhân văn chương yêu cầu không được cung cấp tại chủng viện ở Jaro. Thay vào đó, ông được bổ nhiệm làm bác sĩ tập sự ở Bệnh viện San Juan de Dios. Thật không may, do vấn đề tài chính, ông bỏ học và trở lại Iloilo để thực tập y khoa.
Trong thời gian này, các chuyến thăm của ông tới những người nghèo đã bắt đầu lay động lòng ông. Ở tuổi 18, ông đã viết câu chuyện châm biếm Fray Botod miêu tả một tu sĩ béo phì và khát máu. Sự thờ phụng giả dối của Botod "luôn luôn thờ phụng Thánh Nữ và Thiên Chúa cho dù hành động của mình là bất công và vô liêm sỉ". Điều này đã gây ra sự náo loạn trong giới tu sĩ. Mặc dù câu chuyện chưa được công bố nhưng một bản sao lưu hành tại Iloilo và các tu sĩ không thể nào chứng minh rằng López Jaena là tác giả của câu chuyện đó.

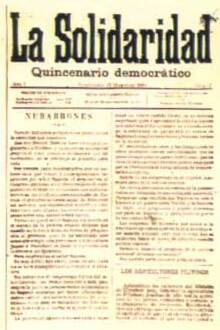
La Solidaridad

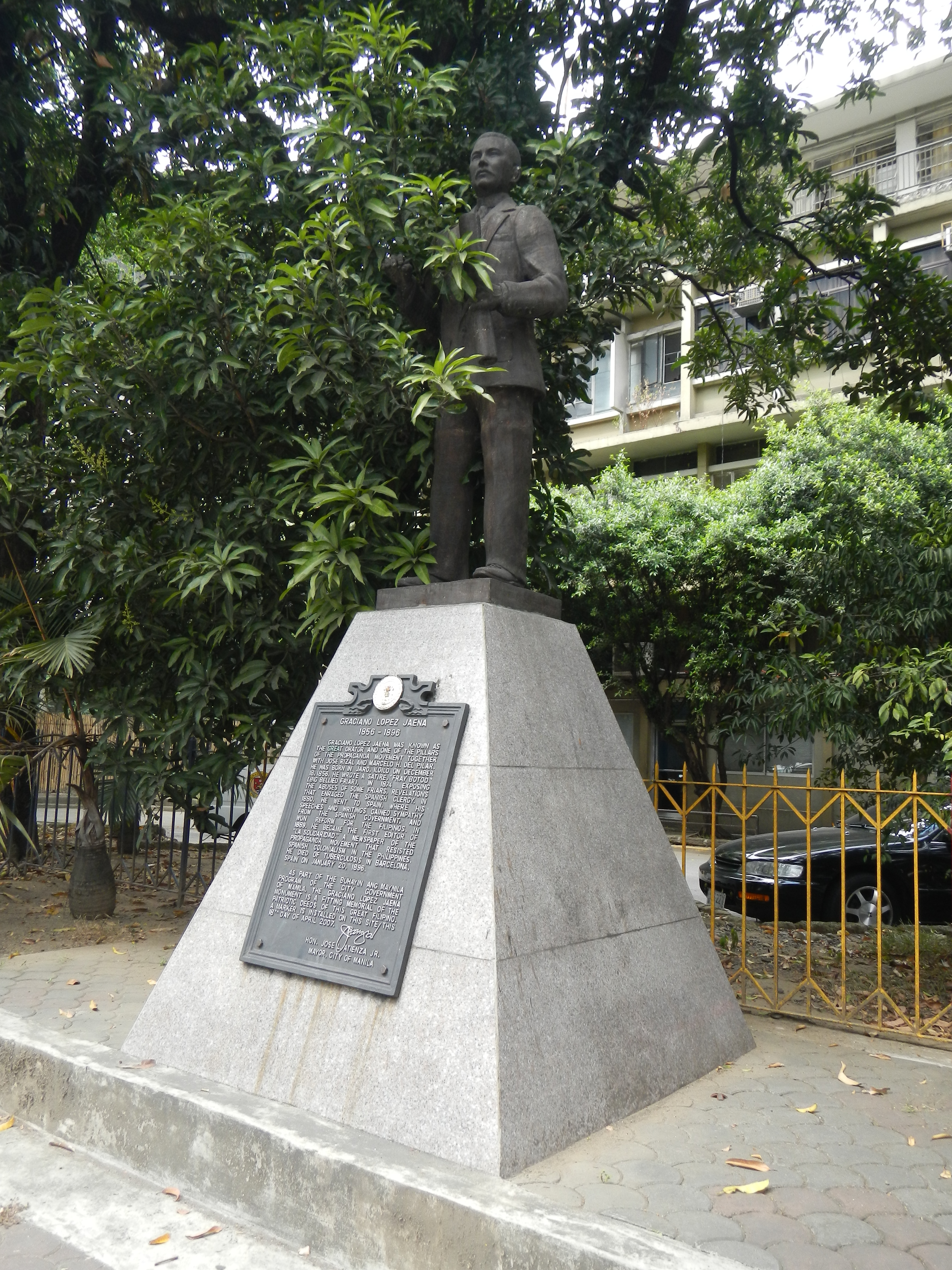
Đài tưởng niệm Graciano López Jaena tại Intramuros, Manila

Ông gặp rắc rối vì đã từ chối làm chứng rằng một số tù nhân chết vì các nguyên nhân tự nhiên khi rõ ràng là họ đã chết trong tay của thị trưởng Pototan. López Jaena tiếp tục khuấy động công lý và cuối cùng đã đến Tây Ban Nha khi những mối đe dọa đã bắt đầu ập đến trong cuộc đời của ông. López Jaena đã đi tàu thủy đến Tây Ban Nha vào năm 1880. Tại đó, ông trở thành nhà văn và nhà diễn giả hàng đầu trong lĩnh vực cải cách ở Philippines.
López Jaena nghiên cứu y khoa tại Đại học Valencia nhưng không thành công. Sau đó ông chuyển sang lĩnh vực báo chí. Mất quan tâm đến chính trị và đời sống học tập, ông sớm thích cuộc sống của mình ở Barcelona và Madrid. Mariano Ponce, một trong những thành viên của tổ chức Phong trào Tuyên truyền của Philippines ở Tây Ban Nha, nhận xét về López Jaena: "... tiếng hò reo vang lên sau khi bài diễn thuyết kết thúc, các cô gái vẫy vẫy chào bằng những chiếc khăn choàng, và những người đàn ông hoan nghênh nhiệt liệt và họ đứng dậy khỏi chỗ ngồi của họ để bắt tay nhà diễn thuyết". Rizal nhận xét: "Tình yêu vĩ đại của ông là chính trị và văn chương. Tôi không biết chắc ông có yêu chính trị hay không để diễn thuyết hay ông yêu văn học là một chính trị gia".
Ngoài ra ông được ghi nhớ vì những đóng góp văn chương cho Phong trào Tuyên truyền. López Jaena đã thành lập một tờ báo ra hai tuần một lần, La Solidaridad. Khi văn phòng xuất bản chuyển từ Barcelona đến Madrid, chức vụ chủ bút đã được giao cho Marcelo H. del Pilar. Tài năng của ông có thể được nhìn thấy trong ấn phẩm Discursos y Artículos Varios.
López Jaena qua đời vì Bệnh lao ngày 20 tháng 1 năm 1896 tại Barcelona, 11 tháng trước ngày sinh nhật thứ 40 của mình. Ngày hôm sau, ông được chôn trong một ngôi mộ tập thể tại nghĩa trang Montjuïc ở Barcelona. Ông qua đời vì nghèo đói và thi thể của ông vẫn chưa được đưa về Philippines.

## Ngày lễ công cộng
Ngày 18 tháng 12, sinh nhật của Lopez Jaena, là một kỳ nghỉ lễ hằng năm ở Thành phố Iloilo và tỉnh Iloilo.

## Di sản
Để tưởng nhớ ông, Jaro Plaza đã được đổi tên thành Công viên Graciano López Jaena, nơi cũng có một bức tượng của ông.
Tổ chức Graciano Lopez Jaena đã được thành lập để tiếp tục thực hiện nguyện vọng của ông và được sự ủng hộ và công nhận rộng rãi của công chúng về cuộc đời và công việc của ông, như Cuộc thi Thơ Tiến sĩ Graciano Lopez Jaena.

## Tác phẩm
- Fray Botod (Tu sĩ béo)
- La Hija del Fraile (Con gái của một tu sĩ)
- Esperanzas (Hi vọng)